# Bangunagande Kashifu
Kashifu Bangunagande (sinh ngày 24 tháng 9 năm 2001) là một cầu thủ bóng đá người Nhật Bản.

## Sự nghiệp câu lạc bộ
Kashifu Bangunagande đã từng chơi cho FC Tokyo.